# 鳥 (1963年の映画)

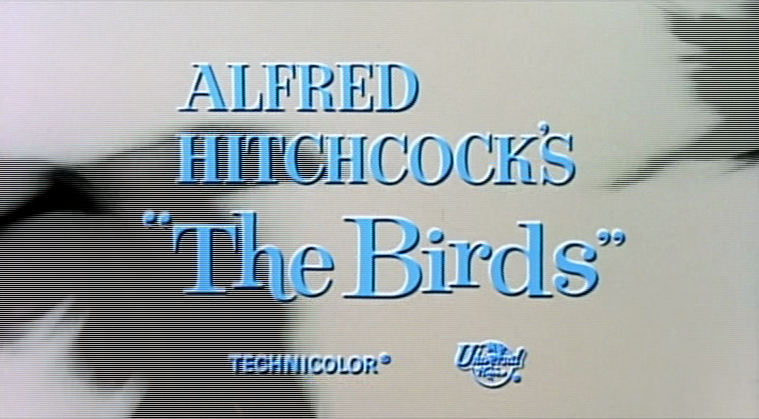
オープニングのタイトル

『鳥』（とり、The Birds）は、1963年のアメリカ合衆国の映画。ジャンルは生物パニックもののサスペンス。アルフレッド・ヒッチコック作品。原作はダフニ・デュ・モーリエによる同タイトルの短編小説。1970年代に量産された動物パニック映画の原点でもある。ロッド・テイラーとティッピ・ヘドレンが主演した。

## ストーリー
若きソーシャライトのメラニー・ダニエルズ（ティッピ・ヘドレン）は、サンフランシスコのペットショップでミッチ・ブレナー（ロッド・テイラー）という弁護士と出会う。ミッチは、11歳になる妹の誕生日プレゼントにしようとつがいのラブバードを探していたのだった。ミッチに興味を持ったメラニーはラブバードを購入し、カリフォルニア州ボデガ・ベイにあるミッチの家に届けてやる。しかし一羽のカモメが突如彼女を攻撃し、彼女は額に怪我を負う。
メラニーはミッチの家での夕食に招かれ、妹のキャシー（ヴェロニカ・カートライト）とも仲良くなるが、ミッチの母親のリディア（ジェシカ・タンディ）は息子がメラニーと親しくなることを快く思わない。
メラニーは、たまたま知り合ったアニー・ヘイワース（スザンヌ・プレシェット）という小学校教師の女性の家に泊めてもらうことになる。アニーはミッチのかつての恋人だった。
翌日、キャシーの誕生パーティの最中に子供たちがカモメの大群に攻撃される。夜には大量のスズメが暖炉の煙突からミッチの家に飛び込んでくるという事件が起こる。
さらに翌日、近所の住民が鳥に目を抉られ殺されているのをリディアが見つける。また、アニーの小学校では鴉の群れが子供たちを襲い、生徒を守ろうとしたアニーは鴉たちに殺されてしまう。
メラニーは港近くのレストランでミッチと落ち合うが、ここでもカモメの大群が人々を襲い、街はパニックに陥る。
メラニーとブレナー一家は、窓やドアに板を打ちつけて家に立て籠もるが、次から次へと鳥が家を攻撃してくる。ついにはメラニーが屋根を壊して入り込んだ鳥の群れの攻撃を受けて気絶し、ミッチによって助けられたものの精神のバランスを崩してしまう。
ミッチたちはこの家を抜け出すことを決め、鳥が家の周りをびっしりと取り囲んでいる中をなんとか車庫にたどりつき、車を出す。カーラジオでは鳥の攻撃が近隣に拡大していることを報じていた。

## キャスト
| 役名                     | 俳優                         | 日本語吹き替え                                                 | 日本語吹き替え  | 日本語吹き替え                 |
| 役名                     | 俳優                         | TBS版                                                          | フジテレビ版    | ソフト版                       |
| ------------------------ | ---------------------------- | -------------------------------------------------------------- | --------------- | ------------------------------ |
| ミッチ・ブレナー         | ロッド・テイラー             | 井上孝雄                                                       | 小林昭二        | 堀内賢雄                       |
| リディア・ブレナー       | ジェシカ・タンディ           | 河村久子                                                       | 京田尚子        | 沢田敏子                       |
| アニー・ヘイワース       | スザンヌ・プレシェット       | 武藤礼子                                                       | 武藤礼子        | 深見梨加                       |
| メラニー・ダニエルズ     | ティッピ・ヘドレン           | 二階堂有希子                                                   | 二階堂有希子    | 田中敦子                       |
| キャシー・ブレナー       | ヴェロニカ・カートライト     | 山本嘉子                                                       | 清水マリ        | 中村千絵                       |
| バンディ夫人             | エセル・グリフィス           |                                                                | 沼波輝枝        | 宮沢きよこ                     |
| セバスチャン・ショールズ | チャールズ・マッグロー       |                                                                | 寺島幹夫        |                                |
| マクグルーダー夫人       | ルース・マクデヴィット       |                                                                | 高村章子        |                                |
| ディーク・カーター       | ロニー・チャップマン         | 今西正男                                                       | 嶋俊介          | 西村太佑                       |
| セールスマン             | ジョー・マンテル             |                                                                | 峰恵研          |                                |
| 貸しボート屋             | ドゥードゥルス・ウィーヴァー |                                                                | 槐柳二          |                                |
| アル・マローン副保安官   | マルコム・アターバリー       |                                                                | 北村弘一        |                                |
| 郵便局員                 | ジョン・マクガヴァン         |                                                                | 辻村真人        |                                |
| ダイナーの酔っ払い       | カール・スウェンソン         |                                                                |                 |                                |
| ミッチの近所の住民       | リチャード・ディーコン       |                                                                |                 |                                |
| ヘレン・カーター         | エリザベス・ウィルソン       |                                                                | 白川澄子        |                                |
| サム                     | ビル・クイン                 |                                                                |                 |                                |
| ダイナーの母             | ドリーン・ラング             |                                                                |                 |                                |
| 不明 その他              | N/A                          | 杉田俊也 荘司美代子 堀越節子 京千英子 嶋俊介 村越伊知郎 西尾徳 | 加藤修 渡辺典子 | 及川ナオキ 真矢野靖人 川島悠美 |
|                          |                              |                                                                |                 |                                |
| 演出                     | 演出                         | 高木譲                                                         | 山田悦司        | 市来満                         |
| 翻訳                     | 翻訳                         | 広瀬順弘                                                       | 山田実          | 高師たまみ                     |
| 調整                     | 調整                         |                                                                | 栗林秀年        | 天野龍洋                       |
| 効果                     | 効果                         | 赤塚不二夫 PAG                                                 | 赤塚不二夫 PAG  | N/A                            |
| 制作                     | 制作                         | グロービジョン                                                 | グロービジョン  | 映画公論社                     |

- TBS版：初回放送1969年7月18日『金曜ロードショー』19:30-21:26
- フジテレビ版：初回放送1973年10月5日『ゴールデン洋画劇場』
- ソフト版：2012年11月2日発売のBDに初収録

※カメオ出演が恒例のアルフレッド・ヒッチコックは、本作では冒頭のペット・ショップから犬と共に出てくる男性役で出演。2匹共ヒッチコック自身が飼っていたシーリハム・テリアのジョフリーとスタンリーである。

### 主役の鳥
- ティッピ・ヘドレンを襲う鳥の数羽は動物プロダクション所属の俳優である。休憩時間にティッピと遊んだり、ヒッチコックが咥えた煙草の上に載っているスチール写真が残っている[3]。後述のように映像合成による多羽コピーと鳥の人形も使用された。

## 製作

### 経緯
1961年8月18日、カリフォルニア州キャピトラの町の住民は屋根の上でハイイロミズナギドリが騒がしいことで目が覚め、道路は鳥の死骸でいっぱいになっていた。ドウモイ酸中毒（記憶喪失性貝毒）が原因ではないかと報じられた。地元紙の『サンタ・クルス・センティネル』によると、アルフレッド・ヒッチコックは1961年の記事のコピーを「最新スリラーのための研究資料」のために要請した。同月の末、1952年に発表されたダフニ・デュ・モーリエの『The Apple Tree』で発表された短編小説『The Birds』の脚本家としてエヴァン・ハンター（エド・マクベイン）を雇った。ハンターは以前、『Alfred Hitchcock's Mystery Magazine』で『Vicious Circle』を書き、テレビのアンソロジー・シリーズ『ヒッチコック劇場』の脚本としても使用された。彼はまたロバート・ターナーの『Appointment at Eleven』も同テレビ番組のために脚色している。彼はヒッチコックに雇われた理由について後に、『87分署シリーズ』を手掛けたこともありサスペンスに長けていたこと、小説『暴力教室』で評論家の賞賛を得ていたことなどを挙げている。『鳥』製作中のヒッチコックとハンターの関係は1997年の自伝『Me and Hitch』でヒッチコックのアシスタントのペギー・ロバートソンなど製作陣の他の人々も登場して描かれている。
1961年9月、ハンターは脚本を執筆し始めた。ハンターとヒッチコックは、町の人々は口外出来ない罪を町ぐるみで隠していて鳥は罰を与えるためのツールであるなど、物語を発展させた。ハンターは、映画の冒頭はスクリューボール・コメディの手法を取り入れ、徐々に恐怖心を煽っていくことを提案。題名や広報からすでに鳥の『攻撃』があることは世間に知られていたが、それが『いつ』起こるのかは知られていなかった。冒頭のユーモアが後にホラーに変わり、サスペンスから『衝撃』になる。
ヒッチコックはハンターの第一稿に関してコメントを求められた。脚本、特に冒頭部が長すぎること、主人公2人の性格描写が不足していること、いくつかのシーンでドラマ的要素が欠落し観客の興味をそそらないことなどをヒッチコックがハンターに意見したと報じられた。リディア役のジェシカ・タンディの夫でヒッチコックの友人であるヒューム・クローニンとV・S・プリチェットには製作期間中に何度か意見を求めることもあった。

### キャスティング
ハンターとヒッチコックは主人公2人はグレース・ケリーとケーリー・グラントであると想像して物語を発展させていった。しかし彼らをキャスティングすることができず、ティッピ・ヘドレンとロッド・テイラーを起用し、それぞれ個人的に契約した。メラニー役のヘドレンは、主演していたテレビのコマーシャルがヒッチコックの目に留まり抜擢された。ヘドレンはヒッチコックの次の作品『マーニー』にも出演。

### サウンドトラック
特徴の一つとして、音楽（BGM）を全く用いていないことが挙げられる。ヒッチコックはよくある音楽をこの映画では使わないことに決めた。その代わり、計算された静寂の中に効果音とわずかなソース・ミュージックを使用した。彼は鳥の鳴き声や雑音を作り出すのに電子音響トラウトニウムの使用を希望していた。1920年代、ベルリンのラジオ局でシンセサイザーを使っていた人物と偶然会った。フレデリック・トラウトウェインにより発明されオスカー・ザラにより発展されたそれはこの映画の鳥の音を作ることが可能なものであった。
彼はサラとレミ・ギャスマンに電子音を作り出すことを依頼。彼らは『電子音製作および構成』として、また彼の元共同音楽製作者のバーナード・ハーマンは『サウンド・コンサルタント』としてクレジットされている。
ソース・ミュージックとしてはメラニーが演奏するピアノ曲であるクロード・ドビュッシーの『2つのアラベスク』第1番、児童達によって歌われるスコットランド民謡『Wee Cooper O'Fife』のアメリカ版『Risseldy Rosseldy』が使用されている。

### 撮影場所
サンフランシスコで撮影された最初の短いシーンを除き、屋外シーンのほとんどは、ボデガ(小さな内陸の村)とボデガベイ(湾に面した大きな村)の周辺で撮影された。

### 特殊撮影
ラストは「サンフランシスコのゴールデンゲートブリッジ（金門橋）が鳥達によって占拠される」というシーンを考案するが予算不足のため特撮を多用して撮影された。鳥が攻撃するシーンは、イエロー・スクリーンを使用した撮影の発展に貢献したアニメーターおよび技術士のウッベ・イヴェルクスによりウォルト・ディズニー・スタジオで撮影された。狭い範囲のナトリウムランプで照らしたスクリーンに対し、被写体を撮影する。通常の合成撮影と違って、光信号分配器を使い、同時に2つの映像を撮影する。1リールは通常の映像として扱い、もう1方は合成映像となる。この結果、ブルー・スクリーンよりもより正確に合成されるが、鳥の素早い羽の動きを縁取りする必要がある。

## プレミア上映および受賞歴
1963年3月28日、ニューヨークでプレミア上映が行われた。ニューヨーク近代美術館で行われたヒッチコック特集の50作品のうちの1作品として招待客のみで『鳥』が上映された。この特集ではピーター・ボグダノヴィッチによって書かれたヒッチコックのモノグラフのパンフレットが配布された。1963年の第16回カンヌ国際映画祭では招待作品としてヒッチコックとヘドレンが出席して上映された。
ウッベ・イヴェルクスがアカデミー賞のアカデミー視覚効果賞にノミネートされたが、この年の受賞は『クレオパトラ』のエミール・コーサ・Jrとなった。1964年、ティッピ・ヘドレンはウルスラ・アンドレス、エルケ・ソマーと共にゴールデングローブ賞の最優秀新人女優賞を受賞し、また『フォトプレイ』誌の最優秀新人賞も受賞。この映画はベンガル映画ジャーナリスト協会賞による、外国映画10作品のうち第1位にランクインし、ヒッチコックはこの賞で監督賞にも選ばれている。

## 評価
日本での公開当時における興行成績と評価は『サイコ』を大きく上回った。
北アメリカのレンタル・ビデオとして約500万ドルを得た。
『Rotten Tomatoes』では95% の新鮮得点を獲得した。著名な映画評論家のデイヴィッド・トムソンは「最後の完璧な映画」と評した。
人文学者のカミール・パーリアはBFIクラシック映画シリーズのためにこの映画のモノグラフを書いた。彼女は女性のセクシャリティや、拡大解釈すれば『自然』それ自身など多数の面に対する頌歌であると解釈。彼女はこの映画は女性が主役であることに着目。ミッチが母親、妹、元彼女との微妙な関係を絶妙なバランスで保っていたのが、美しいメラニーの登場によって危ういものとなる、としている。
アメリカン・フィルム・インスティチュートが選ぶ『スリルを感じる映画ベスト100』の第7位にランクインし、Bravoチャンネルが選ぶ『最も怖い映画シーン100』で鳥が町を襲撃するシーンが選ばれた。

### アメリカン・フィルム・インスティチュートでのノミネート
- アメリカ映画ベスト100[27]
- アメリカ映画100年のヒーローと悪役ベスト100
  - 鳥 (悪役)[28] ノミネート
- アメリカ映画ベスト100 (10周年記念版)[29]

## その他
- 本作においてメラニー・ダニエルズが乗っている自動車は、アストンマーティン・DB2/4のドロップヘッドクーペ版である。
- 映画『ジョーズ』で海中から片目のない死体が出るシーンは、本作に登場する鳥に殺害されたダンの死体のオマージュである。
- 監督のヒッチコック自身は大の鳥嫌いである。ただし夫人によると鳥料理は好物だったとされている。
- 部屋中を鳥が飛び回るシーンは合成であり、当時の技術としては画期的だった。 しかし、現代よりも技術が低いため、同じ動きをしている鳥が何羽もいる。

## 続編およびリメイク
1994年、別ものである続編として別の出演者で『新・鳥』が発表された。この映画はテレビ向けに作られ、あまりいい評価は得られなかったため、監督のリック・ローゼンタールは自身の名をこの映画から外して偽名のアラン・スミシーを使用した。ティッピ・ヘドレンはオリジナルとは別の脇役でこの映画に登場している。
2007年、『バラエティ』誌は『007 カジノ・ロワイヤル』の監督マーティン・キャンベルによりナオミ・ワッツとジョージ・クルーニー主演のユニバーサル・ピクチャーズ映画が作られると発表。
プラチナム・デューンズとマンダレイ・ピクチャーズのベンチャーで製作するとされた。ヘドレンはリメイクに反対で「なぜそんなことするの? なぜ? 新しいストーリーや新しいことなんて考えられないわ」と語った。2007年の発表以降行き詰まり、2009年6月19日、ディメンション・フィルムズのブラッド・フラーはこれ以上の発展はないとし、「トライし続けているが、どうなるかわからない」と語った。2009年12月、マーティン・キャンベルが降板しプラチナム・デューンズによりデニス・イリアディスが監督となった。
2012年、ヒッチコックとヘドレンの関係を描くHBO/BBCの映画『ザ・ガール ヒッチコックに囚われた女』で『鳥』のいくつかのシーンが再現された。

## 関連作品
- 『アタック・オブ・ザ・キラートマト』 - 1978年のアメリカ映画。大量のトマトが人を襲うという筋書きで、映画冒頭のテロップに『鳥』への言及がある。
- 『鳥』 - 2006年のドイツ映画。原題はカラスを意味するタイトルだが、邦題は本作と同タイトルになった。
- 『烏』 - 2007年のアメリカ映画、さらに残酷な描写。ミッチ役のロッド・テイラーが同作にも医者役として出演している。
- 『大群獣ネズラ』 - 日本版『鳥』を目指して、製作予定だったパニック映画だったが、諸事情により製作は中止となった。
- 『鳥人大系』 - 1971年の漫画。大量の鳥が突如人類を襲い始めるという本作同様の状況から物語が始まり、その真相、その後の未来が描かれる。。
- 『星のカービィ』- 第87話「襲撃!カラスの勝手軍団」は本作へのオマージュが含まれている。